# ボーイズ・ラン・ザ・ライオット
『ボーイズ・ラン・ザ・ライオット』（BOYS RUN THE RIOT）は、学慶人による日本の漫画作品。『週刊ヤングマガジン』（講談社）にて、2020年9号から同年40号まで連載され、『コミックDAYS』（同）に移籍して9月9日から10月まで連載された。トランスジェンダーの高校生がファッションで「当たり前」や「不自由」を壊し、奮闘するストーリー。作者の学にとって、本作が初の連載作品である。

## あらすじ
トランスジェンダーの男子高校生、渡凌が、自分の性別を認めない学校の中で奮闘する姿を描く。ストリート系ファッションに興味を持った彼は、同じように仲間はずれのであるシスジェンダー転校生、佐藤迅と知り合いになる。そして、彼らは自分たちのファッションブランドを立ち上げる。

## 登場人物

### ボーイズ・ラン・ザ・ライオット
渡凌（わたり りょう）
佐藤迅（さとう じん）
東堂逸香（とうどう いつか）

### 同級生
千花（ちか）
柏原豊（かしわばら ゆたか）
織田千広（おだ ちひろ）

### 大人
百瀬水月（ももせ みずき）
島田（しまだ）
翼（つばさ）
日向先生（ひなたせんせい）
城野（じょうの）・ジョーさん

## 制作背景
本作は「ジェンダー」と「ファッション」を主軸に描かれている。作者の学自身がトランスジェンダーであるため、「ジェンダーは自分が自信を持って描ける部分」であるが、ファッションについては人並みであるため、「頑張らないと」と話している。ファッションブランドで勤務する人物などに取材が行われ、制作されている。ハイブランドに取材を行った際、「ファッションに対する考え方や美意識など、胸にくるものがあった」が、「自分にとって、高い服は遠い世界」と学は考えた。そこで「もう少し近い世界、作る人と着る人が近い世界を描きたい」と思っていた学は、「ストリート系のブランド」の人物に出会ったことにより、「自分が描きたいのはこっち」と考え、後者を参考にすることにしたという。編集者にセリフを褒められてからは、言葉を意識して制作している。

## 反響・評価
連載開始直後、本作の「真っすぐで熱いストーリー」がSNSを中心に話題となった。
2021年、アメリカの漫画の賞・ハーベイ賞2021の「ベストマンガ」部門にノミネートされた。

## 書誌情報
- 学慶人『ボーイズ・ラン・ザ・ライオット』講談社〈ヤンマガKCスペシャル〉、全4巻
  1. 2020年7月6日発売[6][9]、ISBN 978-4-06-519996-1
  2. 2020年9月4日発売[10]、ISBN 978-4-06-520685-0
  3. 2020年12月4日発売[11]、ISBN 978-4-06-521708-5
  4. 2021年2月5日発売[4]、ISBN 978-4-06-522297-3